# 1859 w sztukach plastycznych

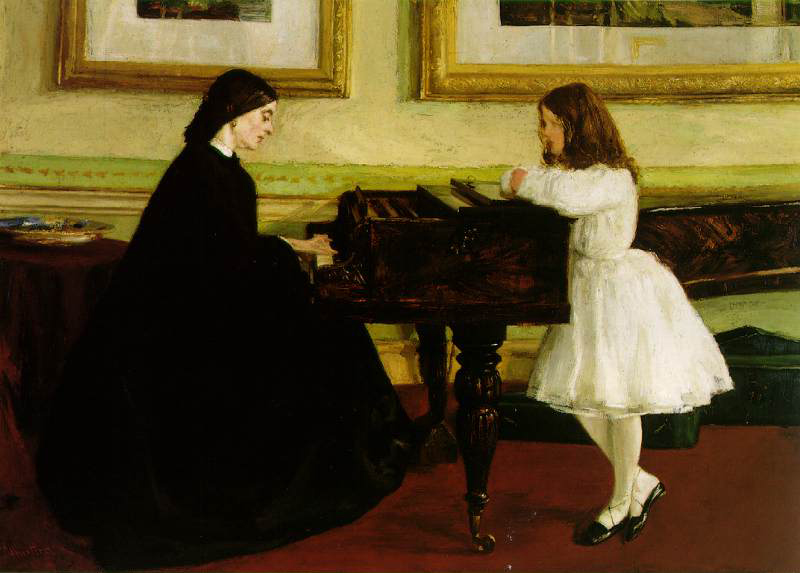
Przy fortepianie James Whistler

Wydarzenia w sztukach plastycznych i wizualnych w 1859 roku.

## Malarstwo
- Jan Matejko

Otrucie królowej Bony – olej na płótnie, 78 × 63 cm
- James Whistler

Przy fortepianie (1858–1859) – olej na płótnie, 67x90,5 cm
- Jean Baptiste Camille Corot

Anioł Pański (1857–1859) – olej na płótnie, 55,5x66 cm
- Gustave Courbet

Niemiecki myśliwy – olej na płótnie, 118x174 cm
- Henryk Rodakowski

Chłopka międląca konopie – olej na płótnie, 46x38
- Dante Gabriel Rossetti

Bocca Baciata – olej na płótnie, 32,1x27 cm

## Urodzeni
- 19 marca – Alojzy Bunsch (zm. 1916), polski rzeźbiarz i pedagog
- 3 maja – Jose Gallegos Arnosa (zm. 1917), hiszpański malarz, rzeźbiarz
- 13 maja – Teodor Axentowicz (zm. 1938), malarz, przedstawiciel kierunku Młodej Polski
- 4 czerwca – Paja Jovanović (zm. 1957), serbski malarz akademicki
- 23 sierpnia – Wacław Szymanowski (zm. 1930), polski rzeźbiarz
- 17 października – Childe Hassam (zm. 1935), amerykański malarz impresjonista
- 10 listopada – Théophile Alexandre Steinlen (zm. 1923), francuski rysownik, malarz i grafik pochodzący ze Szwajcarii
- 2 grudnia – Georges Seurat (zm. 1891), francuski malarz, przedstawiciel neoimpresjonizmu

## Zmarli
- 16 lutego – François-Léon Bénouville (ur. 1821), francuski malarz akademicki
- 8 maja – José Madrazo (ur. 1781),  hiszpański malarz neoklasyczny
- 7 czerwca – David Cox (ur. 1783),  angielski rysownik i malarz pejzażysta, przedstawiciel szkoły romantycznej
- 18 września – Leon Szubert (ur. 1829), polski rzeźbiarz
- 17 listopada – James Ward (ur. 1769) – brytyjski malarz, grawer i ilustrator, reprezentant romantyzmu
- 17 grudnia – Jan Feliks Piwarski (ur. 1794), polski malarz i grafik, jeden z pierwszych polskich litografów